# NGC 4660
NGC 4660 este o galaxie eliptică situată în constelația Fecioara. A fost descoperită în 15 martie 1784 de către William Herschel. Se află la o distanță de 16,67 megaparseci de Pământ.